# Lift (soft drink)
 For alternative betydninger, se Lift. (Se også artikler, som begynder med Lift)
Lift er et varemærke under Coca-Cola Company. 
Lift er navnet på sodavand (soft drinks) med frugtsaft markedsført i Albanien, Australien, Belgien, Bulgarien, Colombia,  Fiji-øerne, Filippinerne, Guatemala, Makedonien, Mexico, New Zealand, Polen, Slovakiet, Tjekkiet, Tyskland, Ungarn, USA, Vanuatu og Østrig.
Fra 1974 og en snes år frem fandtes Lift som citronlimonade på det tyske marked, og i 80'erne også som æble- og urtelimonade. Fra 1996 fandtes Lift Apfelschorle i Tyskland samt under navnet Lift Gespritzter Apfelsaft i Østrig. Fra 2004 Lift Apfel-Cassis-Schorle.